# حسن سعيد
حسن إبراهيم محمد سعيد رسام ونحات مصري من جيل الوسط، ولد بمحافظة الدقهلية، اشتغل بالرسم الصحفي منذ الخمسينيات.